# Abdulla Grimci
Abdulla Grimci (Scutari, 2 luglio 1919 – Ascoli Piceno, 5 marzo 2018) è stato un compositore e scrittore albanese.

Nel 1962 compose la musica di Fëmija i parë per i testi di Dionis Bubani, cantata da Vaçe Zela, vincitrice della prima edizione del Festivali i Këngës, importante festival della canzone albanese.